# Paullinia olivacea
Paullinia olivacea är en kinesträdsväxtart som beskrevs av Ludwig Radlkofer. Paullinia olivacea ingår i släktet Paullinia och familjen kinesträdsväxter. Inga underarter finns listade i Catalogue of Life.